# Sebastiano Rumor
Sebastiano Rumor (Vicenza, 29 maggio 1862 – Gerusalemme, 17 giugno 1929) è stato un presbitero, letterato, storico e bibliotecario italiano.

## Biografia
Fu ordinato sacerdote nel 1886.
Per tutta la vita si dedicò agli studi di bibliografia e di storia locale. Fu nominato vicebibliotecario della Biblioteca civica Bertoliana di Vicenza dal luglio 1890 e direttore dal dicembre 1925, succedendo a Domenico Bortolan, anch'egli sacerdote e direttore della biblioteca per quarantaquattro anni. Fu anche presidente della commissione direttiva del Museo civico di Vicenza e della commissione conservatrice dei monumenti, socio della Deputazione di storia patria per le Venezie, dell'Ateneo Veneto di Scienze, Lettere ed Arti, dell'Accademia Olimpica e dell'Accademia degli Agiati di Rovereto. Fece parte della Società bibliografica italiana dal 1899 al 1911.
Mediante numerose pubblicazioni illustrò le memorie patrie e la cultura vicentina dell'epoca moderna e contemporanea.
Fu amico del poeta Giacomo Zanella, di cui scrisse la bibliografia.
Lasciò la sua biblioteca personale e le sue carte al Museo civico e la sua collezione di manoscritti, tra i quali quelli dell'amico Antonio Fogazzaro, alla Biblioteca Bertoliana.

## Opere
(parziale)
- Il santuario di Monte Berico illustrato, Vicenza, Tip. S. Giuseppe, 1888.
- La Biblioteca Bertoliana di Vicenza, Vicenza, Tip. S. Giuseppe, 1892 (con Domenico Bortolan).
- Il blasone vicentino descritto ed illustrato, Venezia, Visentini, 1899.
- La chiesa di S. Maria in Foro detta dei Servi in Vicenza e la sua insigne reliquia del prezioso sangue, Vicenza, Tip. S. Giuseppe, 1901.
- Giuseppe Fogazzaro, la sua vita e il suo tempo, Vicenza, Tip. S. Giuseppe, 1902.
- Gli scrittori vicentini dei secoli decimottavo e decimonono, 3 voll., Venezia, Tipografia Emiliana, 1905-08.
- Storia breve degli Emo (Capodilista). Officina Grafica Pontificia San Giuseppe Ditta G.Rumor - Vicenza, 1910
- Storia documentata del santuario di Monte Berico, Vicenza, Officina Grafica Pontificia, 1911.
- La chiesa votiva di S. Rocco eretta dalla città di Vicenza per decreto 11 maggio 1485, Vicenza, Tip. S. Giuseppe, 1915.
- Bibliografia storica della città e provincia di Vicenza, 2 voll., Vicenza, Tip. pontificia S. Giuseppe, 1916-39.
- Guida di Vicenza, Vicenza, Tip. pontificia vesc. S. Giuseppe, 1919 (con Domenico Bortolan).
- Riflessi di un'anima, Vicenza, Giovanni Galla, 1920.
- Catalogo delle opere musicali della Biblioteca Bertoliana e dell'Archivio della cattedrale di Vicenza (1923)
- Bibliografia storica della città e provincia di Vicenza. Supplemento, Vicenza, Arti grafiche G. Rossi & C., 1924.
- Il tempio di San Lorenzo in Vicenza, Vicenza, Tip. S. Giuseppe, 1927.
- La chiesa di S. Lucia e l'Anno francescano a Vicenza (1927).